# Усть-Илимск
Усть-Или́мск — город в России на северо-западе Иркутской области на реке Ангаре. Административный центр Усть-Илимского района, в состав которого не входит. Образует отдельное муниципальное образование город Усть-Илимск со статусом городского округа как единственный населённый пункт в его составе.
Название происходит от реки Илим.

## История
Город появился во многом благодаря строительству Усть-Илимской ГЭС. Также и история названия города имеет прямое отношение к Усть-Илимской ГЭС, следующей после Братской ГЭС в Ангарском каскаде ГЭС. По гидрологическим показаниям она должна была быть ниже устья крупного правого притока Ангары — Илима. Поэтому проект получил название Усть-Илимская ГЭС. Отсюда и название Усть-Илимск; хотя было и предложение назвать город Радищевым — в память сосланного сюда первого революционного демократа А. Н. Радищева. Однако позже в сентябре 1960 года Государственная комиссия приняла решение: признать наиболее целесообразным местом для возведения Усть-Илимского гидроузла створ в 20 км ниже устья р. Илим, на Ангаре, у скалистого Толстого мыса. Кроме Толстого мыса, рассматривались также Невонская Сопка и Бадарминские столбы.
Началом формирования города Усть-Илимска можно считать 1965 год, когда исполком Иркутского областного Совета депутатов трудящихся утвердил рабочий посёлок Усть-Илим в составе Братского района.
В 1968 году указом Президиума Верховного Совета РСФСР был образован Усть-Илимский район (из территорий, отчужденных от Братского и Нижне-Илимского районов) с центром в рабочем посёлке Усть-Илим.
В 1973 году рабочему посёлку Усть-Илим был присвоен статус города областного подчинения. 27 декабря 1973 года считается Днём образования города Усть-Илимска.
Усть-Илимск является местом проведения четырёх всесоюзных комсомольских строек с привлечением специалистов из социалистических стран (Усть-Илимская ГЭС, город Усть-Илимск, Усть-Илимский ЛПК, железнодорожная ветка Хребтовая — Усть-Илимск); из перечисленных строек, три являлись ещё и ударными (ГЭС, город и ЛПК). Предполагался существенный рост населения до 250—350 тысяч человек. В 1992 г. численность населения составляла 114 тыс. чел. Сейчас население ↘77 034 чел. (2025). Площадь собственно города 20 628,5 га, а всего городского округа — 22 676,0 га.
У Усть-Илимска есть три города-побратима. В советские времена — Карл-Маркс-Штадт (ГДР), ныне Хемниц, Германия. В постсоветское время появились ещё два города-побратима — Ханьдань (КНР) и Хенгийский аймак Монголии.
Распоряжением Правительства РФ от 29.07.2014 N 1398-р (ред. от 13.05.2016) «Об утверждении перечня моногородов» Усть-Илимск включён в список моногородов Российской Федерации со стабильной социально-экономической ситуацией.
24 марта 2019 года состоялись досрочные выборы мэра города из-за отставки предыдущего мэра Вакиля Тулубаева. Проголосовало 33 % избирателей от общего числа из них. 44 % или 7241 голосов получила кандидат от партии ЛДПР — Анна Щёкина. При регистрации она указала, что родилась в Усть-Илимске 21 февраля 1991 года и являлась домохозяйкой. 8 сентября 2024 года прошли выборы мэра города Усть-Илимска и новым мэром стал Симонов Эдуард Вячеславович.

## География
Расположен в северной части Иркутской области, на обеих берегах Ангары. Город состоит из двух частей — Левобережной (Старый город), и Правобережной (Новый город). Интересно, что «Старый» город старше «Нового» всего на 5—7 лет (его строительство происходило в конце 70-х — начале 80-х). Название утвердилось, и по сей день Левобережная часть города именуется Старым городом, а Правобережная — Новым.
Расстояние до Иркутска по железной дороге — 1280 км; по автодороге — 890 км; по авиатрассе — 650 км. Расстояние до Братска по автодороге — 246 км. Расстояние до Красноярска по прямой — 636 км.
Средняя высота над уровнем моря составляет 297,5—320 метров (нижняя отметка Ангары после ГЭС 207,4, верхняя отметка гребня плотины 302 м). Затопленный город Илимск находился в стороне от Усть-Илимска, на реке Илиме.
Старый город расположен ниже Усть-Илимской ГЭС по течению Ангары, Новый город — выше. Они связаны между собой автомобильной дорогой и мостом через Ангару. Несмотря на то, что правобережная часть города ненамного моложе, в ней проживает бо́льшая часть населения. Здесь расположено большинство учреждений науки и культуры. Преимущественно строились девяти- и десятиэтажные дома, но не обошлось и без пятиэтажных; есть также пять четырнадцатиэтажных домов. Старый город состоит в основном из пяти- и девятиэтажных домов (есть шесть десятиэтажных), двухэтажных времянок («деревяшки», как ранее именовался микрорайон «Молодёжный»), микрорайона посёлочного типа «Высотка», посёлка и дачных участков.
Главной отличительной чертой Нового города является то, что план строительства города был разработан группой студентов Ленинградского архитектурно-строительного университета в рамках дипломного проекта «Город моей мечты», главной идеей которого являлось строительство города в тайге. При строительстве жилых районов была учтена основная идея, поэтому старались рубить как можно меньше деревьев под вспомогательные площади. Именно поэтому внутри жилых районов можно встретить островки многовековой тайги. Новый город имеет схожесть в планировке с районами Ленинграда 1980-х годов постройки.

### Климат
Город приравнен к территориям Крайнего Севера. Климат резко континентальный. Среднегодовая температура −3,0 °C. Абсолютная минимальная температура −53,9 °C, максимальная +41,0 °C. Продолжительность периода с отрицательной температурой 214 суток. Среднегодовая сумма осадков 360 мм. Среднегодовая скорость ветра 11,2 км/ч.
С середины июля до середины августа устанавливается сухая и жаркая погода с температурами до +40 °C. Август дождливый и прохладный с температурами около +17…+20 °C. Сентябрь, особенно первая его половина, обычно сухая и относительно тёплая. Снег обычно выпадает в начале октября. Декабрь часто бывает холодным, в январе обычно несколько недель стоят морозы около −25…−30 °C. Февраль, март ветреные и снежные со средней температурой около −15…−17 °C.
| Показатель                   | Янв.  | Фев.  | Март  | Апр. | Май  | Июнь | Июль | Авг. | Сен. | Окт. | Нояб. | Дек.  | Год |
| ---------------------------- | ----- | ----- | ----- | ---- | ---- | ---- | ---- | ---- | ---- | ---- | ----- | ----- | --- |
| Средняя температура, °C      | −24,3 | −21,5 | −12   | −2,1 | 6,4  | 14,0 | 17,6 | 14,7 | 7,4  | −1,8 | −13,2 | −21,5 | −3  |
| Средний суточный минимум, °C | −30,6 | −29,8 | −21,5 | −9,6 | −0,8 | 6,0  | 10,2 | 7,9  | 1,3  | −6,6 | −18,8 | −27,1 | −10 |

## Население
| 1970     | 1975     | 1976     | 1979     | 1982     | 1985     | 1986     | 1987     | 1989     | 1990     |
| -------- | -------- | -------- | -------- | -------- | -------- | -------- | -------- | -------- | -------- |
| 16 000   | ↗46 000  | →46 000  | ↗68 641  | ↗87 000  | ↗100 000 | ↗101 000 | ↗105 000 | ↗109 280 | ↗112 000 |
| 1991     | 1992     | 1993     | 1994     | 1995     | 1996     | 1997     | 1998     | 1999     | 2000     |
| →112 000 | ↗114 000 | ↘113 000 | ↘111 000 | →111 000 | →111 000 | ↘109 000 | ↘108 000 | ↘105 500 | ↘105 200 |
| 2001     | 2002     | 2003     | 2004     | 2005     | 2006     | 2007     | 2008     | 2009     | 2010     |
| ↗106 600 | ↘100 592 | ↗100 600 | ↘100 200 | ↘99 800  | ↘99 300  | ↘98 600  | ↘98 000  | ↘97 087  | ↘86 610  |
| 2011     | 2012     | 2013     | 2014     | 2015     | 2016     | 2017     | 2018     | 2019     | 2020     |
| ↘86 405  | ↘85 127  | ↘84 315  | ↘83 635  | ↘83 023  | ↘82 820  | ↘82 455  | ↘81 976  | ↘81 081  | ↘80 419  |
| 2021     | 2025     |          |          |          |          |          |          |          |          |
| ↘79 570  | ↘77 034  |          |          |          |          |          |          |          |          |

На 1 января 2025 года по численности населения город находился на 210-м месте из 1124 городов Российской Федерации.
Почти 20 лет (с 19 сентября 1985 года) Усть-Илимск был городом, население которого составляло более 100 тыс. человек.
В экономике города занято около 40 тысяч человек. Город отражает общую тенденцию к снижению численности населения Иркутской области. Это связано с миграцией молодёжи в более экономически развитые города области и другие субъекты РФ. Тем не менее, Усть-Илимск находится на 4-м месте по числу жителей среди городов Иркутской области и относится к разряду средних городов.

## Экономика

### Промышленность

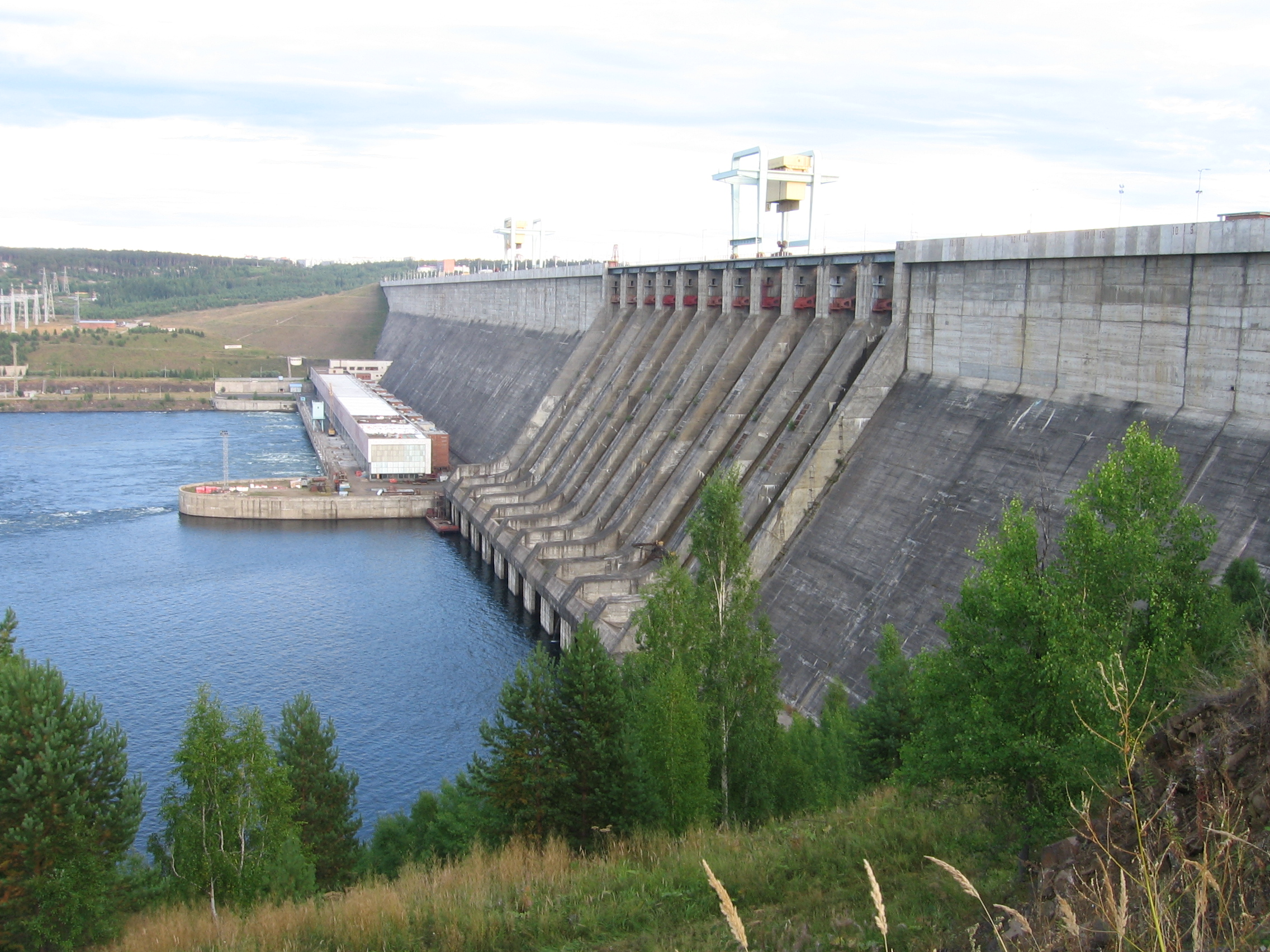
Усть-Илимская ГЭС

- Филиал ОАО «Группа „Илим“» в Усть-Илимске;
- ООО «ОбнинскМашЭнерго» — электромонтажное предприятие;
- Закрытое акционерное общество «Ката» — лесозаготовка и лесопиление;
- ООО «Атлант» — производство пиломатериалов;
- Целлюлозный завод (ЦЗ);
- Усть-Илимская ГЭС;
- Усть-Илимская ТЭЦ (подразделение «Иркутскэнерго»);
- Агрофирма «Ангара Плюс»;
- Филиал «Разрез Жеронский» ООО «Компания „Востсибуголь“» — добыча каменного угля.

### Финансовые институты
- ВТБ 24;
- Азиатско-Тихоокеанский Банк;
- Альфа-банк;
- Братский народный банк;
- Сбербанк России;
- ИКБ «СовКомБанк»;
- ХКФ банк;
- Почта Банк.

### Остальные предприятия
- ФГУП «Аэропорт Усть-Илимск». В 2019 году взамен прежнего, разрушенного в начале 2000-х годов аэровокзала выстроен новый; ведутся работы по восстановлению взлётно-посадочной полосы, инфраструктуры и коммуникаций[44].

## Образование
Четыре школы искусств (две музыкальных школы и две художественных) и два техникума (Усть-Илимский техникум отраслевых технологий и Усть-Илимский техникум лесопромышленных технологий и сферы услуг).
В городе также находится филиал Байкальского государственного университета в г. Усть-Илимске и филиал Иркутского энергетического колледжа.

## Транспорт

### Городской транспорт
Городской пассажирский транспорт представлен автобусами.
Трамвайная система Усть-Илимска считалась скоростной, однако большую часть пути проходила в стороне от жилых кварталов, соединяя восточные микрорайоны города с лесопромышленным комплексом и многочисленными дачными товариществами; во внутригородских перевозках практически была не задействована. Подвижной состав — вагоны 71-605. С 30 декабря 2022 года система была закрыта.
Автобусные перевозки осуществляют коммерческие организации. Маршрутная сеть охватывает все городские и промышленные районы города, а также близлежащие пригороды — пос. Железнодорожный, пос. Невон и др. Для перевозок используются, как правило, автобусы среднего класса, такие как ПАЗ-3205.

Транспорт Усть-Илимска
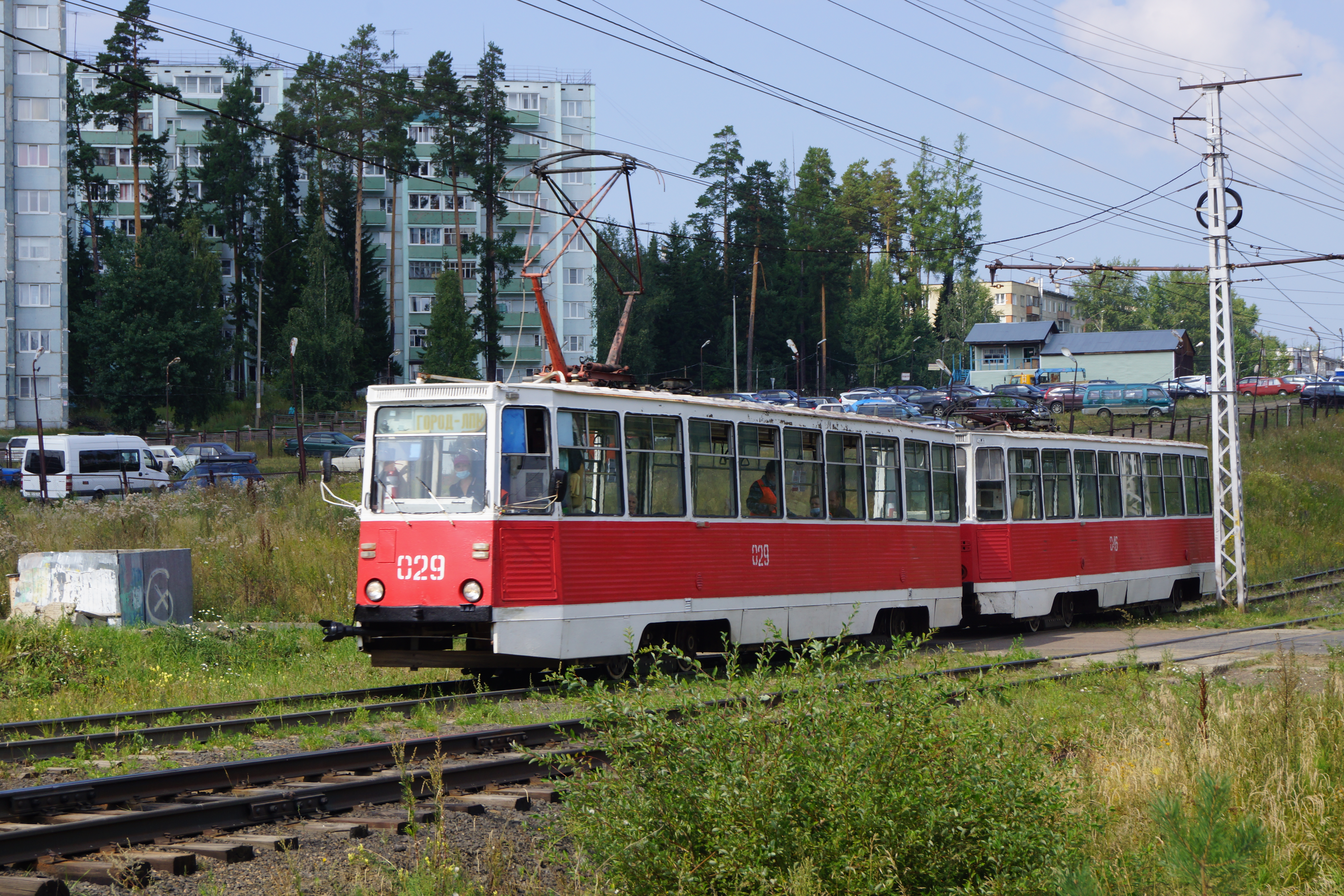
Трамвай КТМ-5
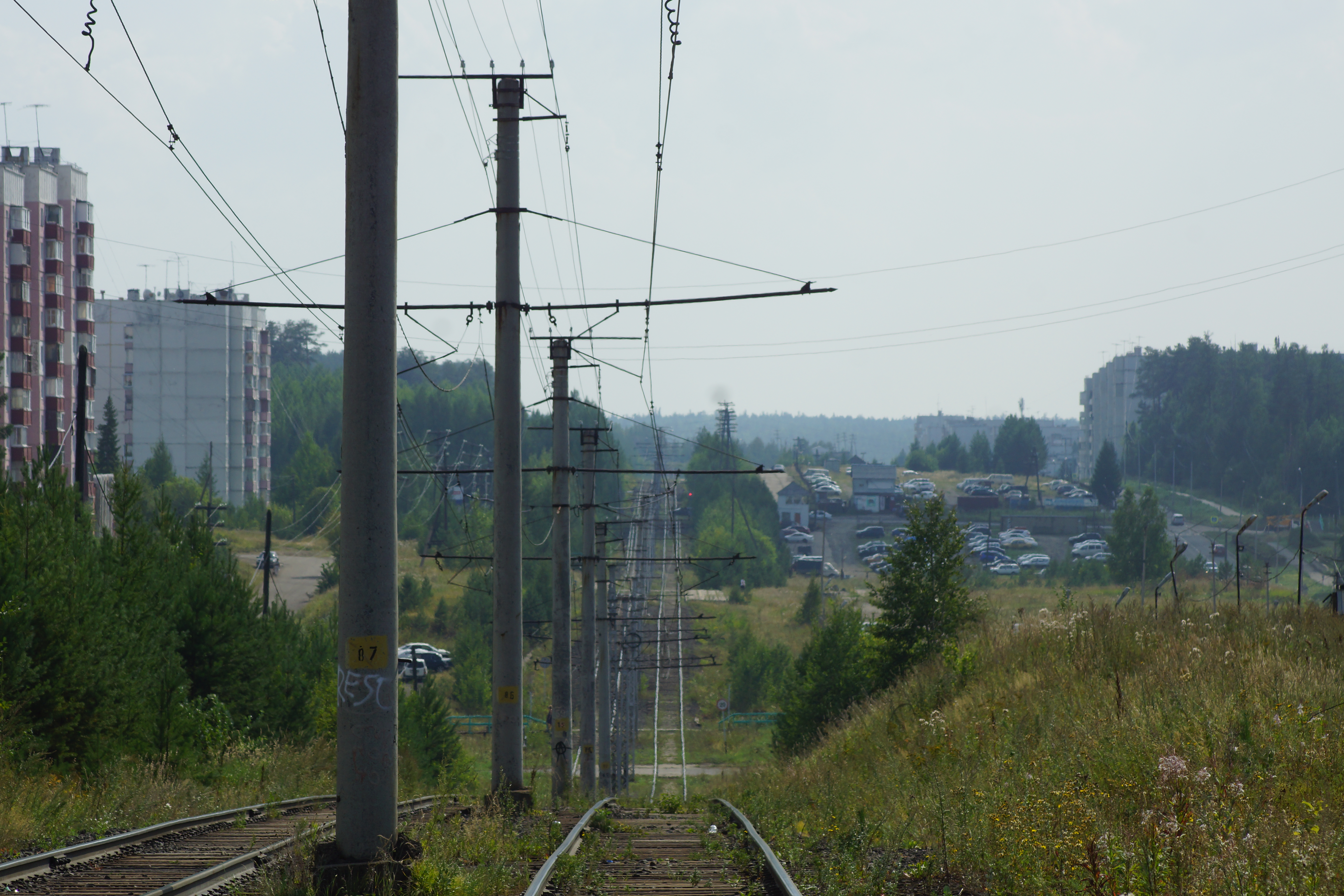
Трамвайная линия в городе
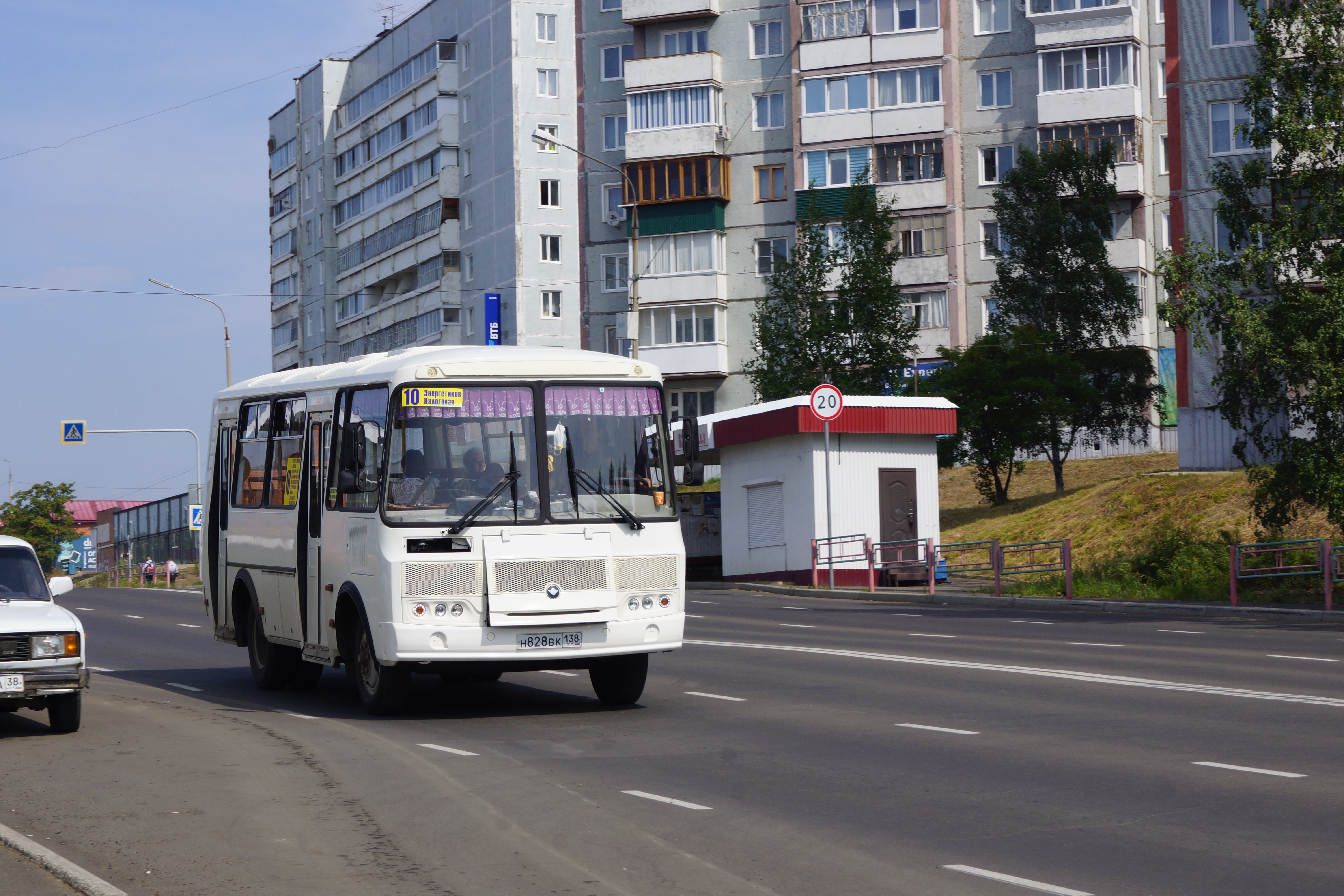
Автобус на проспекте Мира

### Железнодорожный транспорт
Железнодорожная станция г. Усть-Илимск находится в пригородном посёлке Железнодорожный, связанном с городом автобусным сообщением. Расположена она на тупиковой 214-километровой железнодорожной ветке Хребтовая — Усть-Илимск Восточно-Сибирской железной дороги.
Маршруты железнодорожного сообщения
Существует пассажирское сообщение — курсируют поезда в Вихоревку и Иркутск через Железногорск-Илимский (станция Коршуниха-Ангарская) и Братск, беспересадочные вагоны — до Новосибирска.
- Поезд № 087Ы/088И Усть-Илимск — Иркутск;
- Поезда № 371И/372И; 377И/378И Усть-Илимск — Вихоревка.

Пригородное сообщение от станции пос. Железнодорожный (г. Усть-Илимск) до станции Коршуниха-Ангарская (г. Железногорск-Илимский, Нижнеилимский район) осуществляется двумя парами рейсов электропоездов ежедневно. Вечерний рейс электропоезда далее следует до станции Кежемская.

##### Перспективы развития
В 2012 году планировалось начать модернизацию железнодорожной станции пос. Железнодорожный (г. Усть-Илимск) для увеличения её пропускной способности на 70 %. Это связано с тем, что компания «РЖД» планирует продолжить строительство Северо-Сибирской железнодорожной магистрали, вдоль реки Ангара, через Лесосибирск в Нижневартовск. Целью строительства является создание альтернативной Северо-Сибирской железнодорожной магистрали для развития и обслуживания промышленной зоны в Нижнем Приангарье. Ориентировочные сроки строительства 2016—2030 годы, протяжённость дороги составит 1892 км, стоимость строительства составит 218 млрд рублей. Транспортной стратегией РФ предусмотрено развитие мультимодальных логистических транспортно-распределительных центров федерального уровня в Иркутске и территориальных центрах Иркутской области городах Тайшете, Братске, Усть-Куте и г. Усть-Илимске. Это позволит в среднесрочной и долгосрочной перспективе выстроить транспортный каркас области для обеспечения реализации крупных инвестиционных проектов ресурсного освоения, развития перерабатывающих производств, увеличения объёма высокотехнологичных услуг.

### Воздушный транспорт
Аэропорт города ранее являлся крупным транспортным узлом и был связан регулярным авиасообщением с Иркутском, Братском, Красноярском, Новосибирском, Москвой, Владивостоком и другими городами России. Транзитные рейсы летали в Анапу, Барнаул, Волгоград, Владивосток, Екатеринбург, Киев, Кодинск, Краснодар, Магадан, Минеральные Воды, Петропавловск-Камчатский, Санкт-Петербург, Хабаровск, населённые пункты Якутии.
Аэропорт Усть-Илимск был оснащён двумя телескопическими трапами пьедестального типа, в настоящее время демонтированными, и являлся единственным на тот момент аэропортом в Сибири, в котором они были.
Размер взлётно-посадочной полосы 3080×42 м, армобетон. Принимавшиеся типы воздушных средств: Ан-2, Ан-24, Ан-124, Ил-62, Ил-76, Ту-154, Ту-204/214, Як-40, Як-42, Боинг-757. Вертолёты: всех типов.
5 февраля 1980 года — первый рейс Усть-Илимск — Иркутск на Як-40.
25 августа 1988 года в аэропорту Усть-Илимска приземлился первый Ту-154.
С 2001 года аэропорт перестал функционировать. В 2002—2013 работа аэродрома была приостановлена в связи с банкротством, здания аэровокзала и диспетчерского пункта были полностью разрушены. После банкротства аэродрома длина взлетно-посадочной полосы сократилась втрое, составив 1000 метров в длину.

##### Возобновление работы аэропорта
26 сентября 2012 года в Иркутске прошло заседание рабочей группы под руководством первого заместителя председателя правительства Иркутской области Н. В. Слободчикова по восстановлению работы аэропорта г. Усть-Илимска. 22 августа 2013 года из Иркутска в Усть-Илимск состоялся первый за 11 лет авиарейс авиакомпании «Панх» на девятиместном самолёте «Cessna 208 Grand Caravan», а с 28 августа 2013 года открылось регулярное сообщение с Иркутском и Улан-Удэ (теперь на самолёте L-410). Рейсы выполнялись 2 раза в неделю. С весны 2016 г. полеты из Улан-Удэ были прекращены из-за финансовых и иных проблем авиакомпании.
В дальнейшем рейсы в Усть-Илимск осуществляла авиакомпания «Сибирская Легкая Авиация» (СиЛа); в 2019—2020 годах из Иркутска и Красноярска, выполнявшиеся на самолёте Ан-28. По состоянию на 2022 год остался лишь рейс в Иркутск, который выполняется 1 раз в день по будням на самолёте L-410.
Маршруты авиационного сообщения
- Рейс № СЛ 55/56 Иркутск — Усть-Илимск;

## Военная инфраструктура
С началом строительства Усть-Илимска и Усть-Илимской ГЭС для охраны гидротехнических объектов с воздуха в нескольких километрах от города расположилась зенитно-ракетная часть в/ч 92712, входившая в 14-ю отдельную армию ПВО (Новосибирск) и короткий промежуток времени — в состав ПВО Забайкальского военного округа. На вооружении части находились ракетные комплексы С-200 «Ангара» и «Вега». С развалом СССР часть была расформирована, ориентировочно в 1993—1995 годах. В настоящий момент заброшена.
Частично территория части используется для складирования пиломатериалов и хранения лесозаготовительной техники, используются бывшие склады и территория боксов. В связи с этим дорога к части зимой постоянно очищается для проезда лесовозной техники. На окраине идёт лесозаготовка.

## Культура
- Городской краеведческий музей;
- Усть-Илимская картинная галерея[51];
- Театр драмы и комедии;
- Дворец культуры «Дружба»;
- Дворец культуры им. И. И. Наймушина;
- кинотеатр «Яросама» (с 2002 года — досуговый центр «Supermax»);
- кинотеатр дворца культуры имени И. И. Наймушина;
- центральная библиотечная система.

## Религия
- Храм во имя Всех Святых, в Земле Российской просиявших;
- Храм во имя святителя Софрония, епископа Иркутского;
- часовня в честь иконы Божией Матери «Взыскание погибших».

## Средства массовой информации

### Пресса
По состоянию на 2024 год в городе выпускаются несколько газет: информационно-новостная газета «Вестник Усть-Илимского ЛПК», муниципальная газета «Усть-Илимск официальный».

### Местное телевидение
Усть-Илимский филиал ФГУП «РТРС» обеспечивает на территории города приём первого и второго мультиплексов цифрового эфирного телевидения России (37 ТВК, 44 ТВК).
На официальном сайте города Усть-Илимска с мая 2014 года открыт официальный видеоканал администрации города.
Аналоговое вещание обязательных общедоступных телерадиоканалов в Иркутской области отключено 3 июня 2019 года.
Отключение аналогического местного телевидении от 3 июня 2022 года, Прекращение вещания канала ИРТ и УИТРК.

### Цифровое эфирное телевидение
Все 20 каналов для мультиплекса РТРС-1 и РТРС-2; Пакет радиоканал, включает: «Вести FМ», «Радио Маяк», «Радио России / ГТРК Иркутск».
- Пакет телеканалов РТРС-1 (телевизионный канал 37, частота 602 МГц), включает: «Первый Канал», «Россия 1 / ГТРК Иркутск», «Матч ТВ», «НТВ», «Пятый Канал», «Россия К», «Россия 24 / ГТРК Иркутск», «Карусель», «ОТР», «ТВЦ».
- Пакет телеканалов РТРС-2 (телевизионный канал 44, частота 658 МГц), включает: «РЕН ТВ», «СПАС», «СТС», «Домашний», «ТВ3», «Пятница!», «Звезда», «Мир», «ТНТ», «МУЗ-ТВ».

### Кабельное телевидение
Функционируют три сети кабельного телевидения: «Илимское региональное телевидение», «Кабельные сети ИЛИМ», «УИ ТРК».
- Обязательный общедоступный региональный телеканал («21-я кнопка»): телекомпания «АИСТ ТВ».
- Обязательный общедоступный муниципальный телеканал («22-й кнопка»): ИРТ ТВ «Местное Илимское Телевидение».
- Мобильный интернет-телевидение: телекомпании «МИТВ» (Местное Илимское ТВ) на Регионального ТВ-онлайн в приложение «RUTUBE» на Сентября 2024 года.

Телеканал «Беларусь 24» в Усть-Илимске начинается 23 декабре 2024 г. в Кабельного сети Оператор «Кабельные сети Усть-Илимск» ,ТВ-онлайн России в приложение «WINK» и «Билайн ТВ», «Ростелеком-ТВ».
| Оператор                  | цифровые DVB-C | аналоговые TV |
| ------------------------- | -------------- | ------------- |
| ООО «Кабельные сети ИЛИМ» | 220 каналов    | 63 канала     |
| ООО «УИТРК»               | 200 каналов    | 58 каналов    |
| ООО «ИРТ»                 | 100 каналов    | 36 каналов    |

### Радиостанции
| Частота  | Название                     | Передатчик, мощность (кВт)                               |
| -------- | ---------------------------- | -------------------------------------------------------- |
| 88,9 FM  | Дорожное радио / Усть-Илимск | СМИ «Илим Радио», 1 кВт (RDS)                            |
| 91,3 FM  | Радио России / ГТРК Иркутск  | РТПС 4 кВт, 90 м, 6 дБи                                  |
| 101,3 FM | Радио 7 на семи холмах       | СМИ «Местное Илимское радио» , 500 Вт (RDS)              |
| 101,7 FM | Европа Плюс                  | СМИ «Новое Усть-Илимское радио», ИРТ 500 Вт, 52 м, 5 дБи |
| 102,2 FM | Авторадио                    | ООО «Рекламная группа Медиа-Плюс», 250 Вт                |
| 102,7 FM | Новое радио                  | СМИ «Северный город», 1 кВт                              |
| 103,2 FM | Радио Дача                   | СМИ «Радио Тайга», 500 Вт                                |
| 103,7 FM | Русское радио                | «Русское радио» , ИРТ 500 Вт, 52 м, 5 дБи                |
| 104,1 FM | Юмор FМ                      | ООО «Рекламная группа Медиа-Плюс», 500 Вт                |
| 104,7 FM | Радио Шансон                 | ООО «Рекламная группа Медиа-Плюс» 500 Вт, 52 м, 5 дБи    |
| 105,1 FM | Ретро FM                     | СМИ «Радиостудия Илим» , РТПС 1 кВт                      |
| 107,4 FM | Радио МСМ                    | ООО «УИ ТРК», 1 кВт                                      |
| 107,9 FM | Хит FM                       | СМИ «Радио 107,9 Усть-Илимск» , 1 кВт                    |

## Связь

### Сотовая связь
В городе функционируют семь операторов сотовой связи:
- «Tele2»
- «МТС»
- «Билайн»
- «Мегафон»
- «Yota»
- «Ростелеком»
- «Сбермобайл»
- «Тинькофф мобайл»
- Операторы «Большой четвёрки» используют GSM, 3G и 4G связь.

### Интернет
В городе функционируют 8 интернет-провайдеров:
- ООО «Кабельные сети ИЛИМ»
- ООО «УИ ТРК»
- «Интернет-компания Телнет»
- ООО «Илим-Телеком»
- ПАО «Ростелеком»
- ООО «Регион Телеком»
- ЗАО «ТрансТелеКом»
- ООО «Иркутскэнергосвязь»

## Спорт

### Спортивные сооружения Стадионы «Юбилейный» и «Лесохимик»;
- Бассейны «Олимпиец» и «Дельфин»;
- Дома спорта «Гренада» и «Юность»;
- Спортивный комплекс «Илим»;
- Спортивный комплекс «Старт».

### Развивающиеся виды спорта
В Усть-Илимске развиваются 15 видов спорта, по которым проводятся более 90 спортивно-массовых мероприятий.
Хоккей с мячом
С 2004 года местная команда «Лесохимик» выступала в высшей лиге чемпионата России по хоккею с мячом. В начале сезона 2008—2009 годов команда сняла свою кандидатуру с чемпионата из-за отказа продолжать дальнейшее финансирование команды главным спонсором, Усть-Илимским филиалом группы «Илим».
Гиревой спорт
В 2009 году четверо усть-илимских спортсменов стали призёрами проводимых соревнований по гиревому спорту в Рыбинске.
Усть-Илимская парусная школа
Усть-Илимская школа парусного спорта насчитывала 24 лодки класса «Оптимист», 27 «Кадетов» и 22 «Луча». В 2008 году школа осталась без тренера, в связи с его переездом. Два года яхты простояли в эллинге. 7 июля 2010 года думой города принято решение о передаче уцелевших лодок в область по просьбе министра спорта области Константина Волкова, в связи с отсутствием перспектив развития.

## Достопримечательности и памятники
- Обелиск Славы в честь 30-летия Победы советского народа над фашистской Германией;
- памятный знак «Три звезды», посвящённый 40-летию Победы Советского народа над фашистской Германией;
- памятный знак сотрудникам правоохранительных органов города Усть-Илимска, погибшим в мирное время при исполнении служебного долга;
- памятник воинам, погибшим при выполнении интернационального долга в Афганистане и Чечне;
- поклонный крест, посвящённый 400-летию основания предками-казаками Илимского острога;
- аллея Памяти (захоронения и мемориальные плиты воинов-интернационалистов и воинов, павших в Чеченских войнах);
- памятный знак «Письмо комсомольцам XXI века»;
- памятный знак А. Н. Радищеву («Кандалы»); Памятный знак «Кандалы» А. Н. Радищеву
- памятник-бюст Георгию Димитрову;

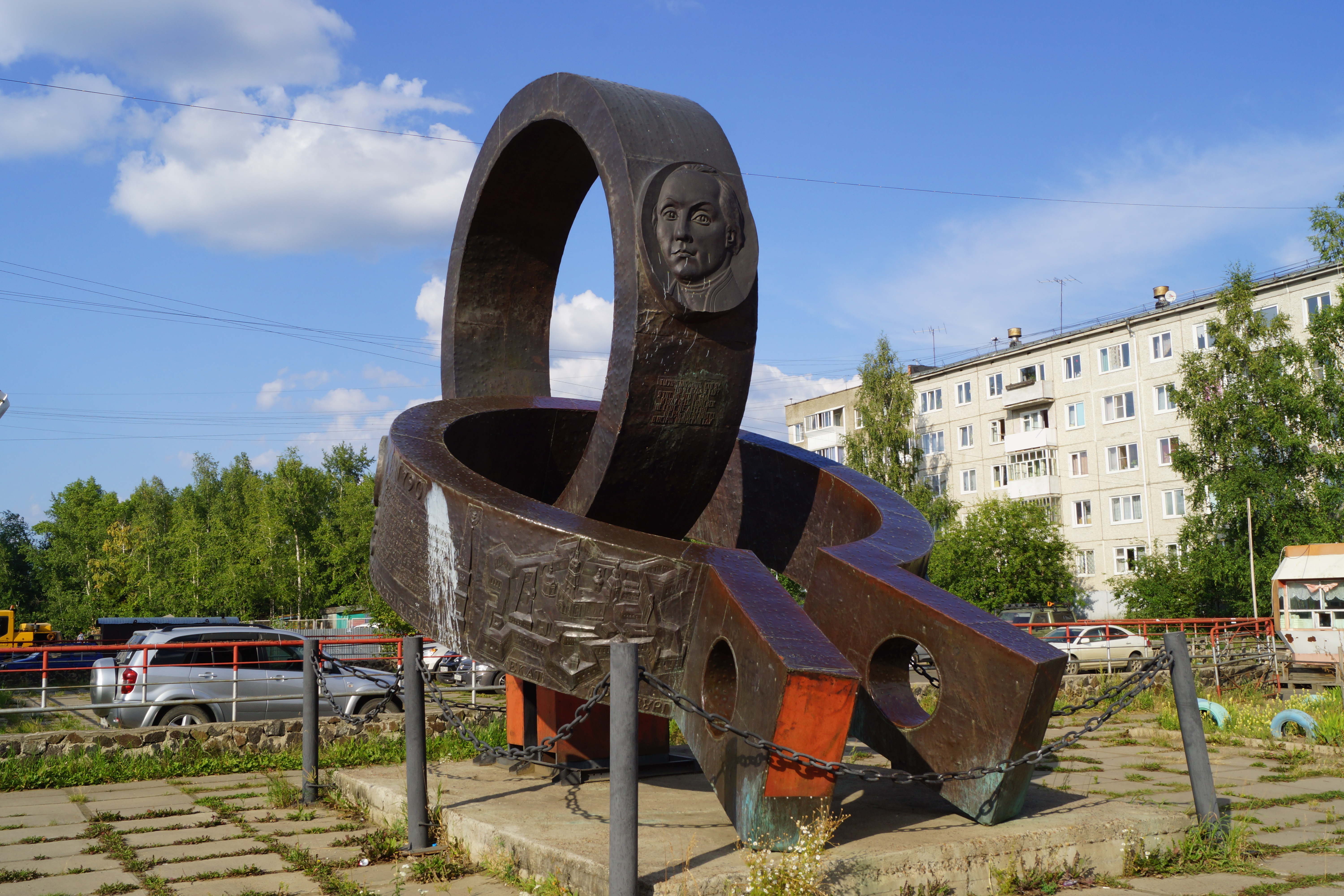
Памятный знак «Кандалы» А. Н. Радищеву

- смотровая площадка на Толстом Мысе (место водружения 5 декабря 1962 года строителями-десантниками красного флага);
- красный факел (место начала факельного шествия комсомольцев к Толстому Мысу 29 октября 1968 года);
- стела (въездной знак) «Усть-Илимск» (на Братском шоссе) в честь 40-летия высадки десанта на Толстый мыс;
- стела (въездной знак) «Усть-Илимск» (на Ангарской улице), символизирующая Усть-Илимскую ГЭС;
- стела «Производственное объединение Усть-Илимский Лесопромышленный комплекс» на Промышленном шоссе;
- стела «Производственное объединение Усть-Илимский Лесопромышленный комплекс» на Усть-Илимском шоссе;
- мемориальная доска Ивану Ивановичу Наймушину на доме № 1 по улице Наймушина;
- мемориальная доска младшему лейтенанту милиции Алексею Булгакову, погибшему при исполнении служебного долга, на доме № 6 по улице Булгакова;
- мемориальная доска командиру болгарского интернационального отряда Стефану Станеву на стадионе «Юбилейный»;
- мемориальная доска «Первый построенный дом в Усть-Илимске» на доме № 8 по улице 50 лет ВЛКСМ;
- мемориальная доска «Первый построенный дом в правобережной части Усть-Илимска» на доме № 14 по проспекту Дружбы Народов;
- мемориальная доска на Наймушина, 8, напоминает о том, что в этом доме с 1974 по 2007 годы жил ветеран ВОВ, почетный гражданин города Михаил Павлович Воробьев;

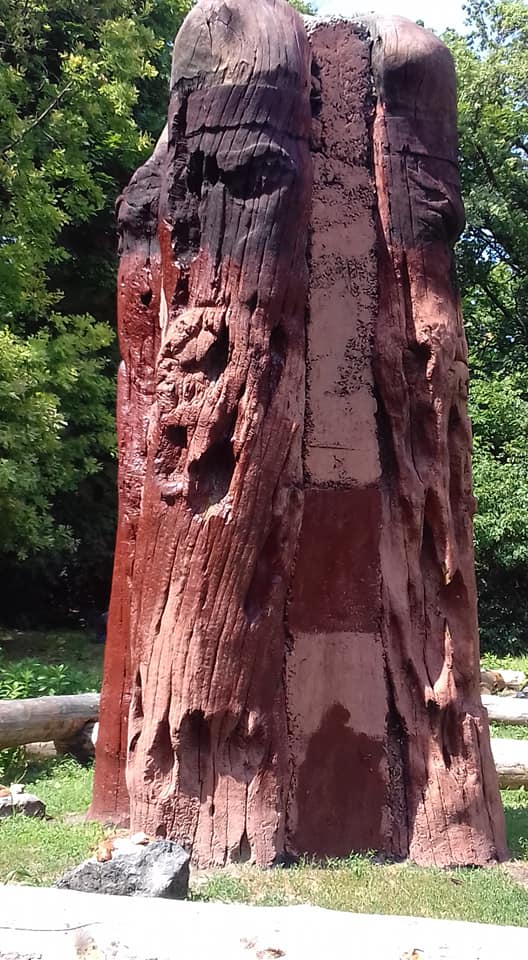
Памятник пограничнику между вратами ада Дамиру

- Семь бетонных кубов около двухэтажного деревянного здания, ранее являвшегося АБК бетонного завода, символизирующих семь миллионов кубометров бетона, выпущенных Усть-Илимским бетонным заводом при строительстве Усть-Илимской ГЭС, Усть-Илимского ЛПК и самого Усть-Илимска.Памятник пограничнику между вратами ада Дамиру
- Памятник Неизвестному солдату;
- Памятник солдату-пограничнику;
- Памятник пограничнику между вратами ада Дамиру;
- Данаеровское кладбище
- Стела Нового времени
- Парка техники лесозаготовительной
- Парк культуры Нового времени

## Усть-Илимск в произведениях искусства
- Известность городу (тогда ещё посёлку гидростроителей) принесла песня Александры Пахмутовой в исполнении Майи Кристалинской «Письмо на Усть-Илим» (1963).
- Александр Вампилов написал рассказ «Билет на Усть-Илим».
- В 1972 году на экраны вышел детский художественный фильм «Пятая четверть». Главный герой, тринадцатилетний ленинградец Антон, вместо того, чтобы отправиться в летний пионерский лагерь, приезжает к своему старшему брату на строительство Усть-Илимской ГЭС.
- «Как Усть-Илимский ГЭС, ты встанешь меж колдобин…» — слова из песни Бориса Гребенщикова «Ода критику». Почему-то Усть-Илимская ГЭС упоминается в мужском роде.

## Объекты, названные в честь города
- В честь города назван малый противолодочный корабль Тихоокеанского флота «Усть-Илимск».
- В украинском Днепре имеется Усть-Илимский переулок[57].
- Улица Усть-Илимская имеется в посёлке Уптар (Магаданская область) .

## Почётные граждане
- Александра Николаевна Пахмутова (род. 9 ноября 1929) — советский и российский композитор, автор более 400 песен. Секретарь Правления Союза композиторов СССР и Союза композиторов России, народная артистка СССР, Герой Социалистического Труда, лауреат двух Государственных премий СССР, Государственной премии РФ и премии Ленинского комсомола.
- Виктор Николаевич Семёнов (1938—2014) — заслуженный работник лесной промышленности СССР, генеральный директор производственного объединения «Усть-Илимский лесопромышленный комплекс» (1983—1993)